# Waidring
Waidring település Ausztriában, Tirolban a Kitzbüheli járásban található. Területe 63,75 km², lakosainak száma 1981 fő, népsűrűsége 31 fő/km² (2014. január 1-jén). A település 778 méter tengerszint feletti magasságban helyezkedik el.

## Fordítás
- Ez a szócikk részben vagy egészben  a   Waidring című angol Wikipédia-szócikk ezen változatának fordításán alapul.  Az eredeti cikk szerkesztőit annak laptörténete sorolja fel. Ez a jelzés csupán a megfogalmazás eredetét és a szerzői jogokat jelzi, nem szolgál a cikkben szereplő információk forrásmegjelöléseként.